# 世界はあたしでまわってる
『世界はあたしでまわってる』（せかいはあたしでまわってる）は、グローバル・A・エンタテインメント（現・GAE）が2008年6月12日に発売したニンテンドーDS用ソフト。ジャンルは「あたしのためのRPG」。2009年7月9日にはPlayStation Portable版『世界はあたしでまわってる 光と闇のプリンセス』（せかいはあたしでまわってる ひかりとやみのプリンセス）が発売。
略称は「あたまわる」。PSP版ではこの略称をタイトルに冠した主題歌が発売されている。

## ストーリー
主人公は、とある貴族のお嬢様。幼い頃から甘やかされて育てられ、15歳になった今では「世界はあたしを中心に回ってるのよ♪」が口癖になってしまっていた。
そんなある日、お嬢様は舞踏会の席で出会った冒険者に一目惚れし、あろうことか愛の告白までしてしまう。しかし、お嬢様の告白に対する冒険者の返事は、
「私のパートナーになりたいのなら、まずはその長い髪を切りなさい。次にドレスを脱ぎ捨てて、冒険者にふさわしい防具を身につけるべきです。そして、戦いの経験を積んで周囲の人々があなたを『一人前』と認めるようになったら、あなたともう一度会うこともあるでしょう」
というものだった。
お嬢様は「世の中には自分の思い通りにならないこともある」と自覚して、その後は慎ましやかに──なるはずも無く、逆にあの冒険者を見返してやりたい気持ちで一杯になってしまう。そして、冒険者に言われた通りに髪を切り落とし、防具を身に着けて「『一人前』になるまで帰らない」と言い残し、修行の旅に出た。

## ゲームシステム
本作では「わがままコマンド」と呼ばれる独自のゲームシステムを採用している。このシステムにより、主人公の「わがままポイント」（WP）に応じてフィールドの地形やモンスター・アイテムの出現率を始めとする様々な要素を主人公の思い通りに改変することが可能となっている。

## 登場人物
声優はPSP版のもの。
アンジェラ
声 - 藤森ゆき奈
主人公。有名な貴族の娘で、幼い頃から何不自由なく暮らしてきたため、とんでもなくわがままになってしまった。
冒険者
声 - 古河徹人
アンジェラが舞踏会で出会った冒険者。
ネロ
声 - 尾崎淳
アンジェラの父が雇った戦士。アンジェラを鍛えようと、先回りしてさまざまな仕込みを行っている。
メイミ
迷宮造りの専門家であるダンジョンメーカー。
アレン
迷宮造りの専門家であるダンジョンメーカーで、メイミの相棒。
モエ / カグラザキ・モエ
フリオ
謎の少年。